# ウィスコンシン・ハード
ウィスコンシン・ハード（Wisconsin Herd）は、NBAゲータレード・リーグ（Gリーグ）に加盟しているプロバスケットボールチーム。本拠地はアメリカ合衆国ウィスコンシン州オシュコシュ。ミルウォーキー・バックス傘下。アリーナはオシュコシュ・アリーナ。

## 歴史
2016年6月29日、ミルウォーキー・バックスが、当時のNBADリーグでエクスパンションチームを購入しようとしていることが発表された。候補となった5つの都市は、グランドシュート、ラクロス、オシュコシュ、ラシーン、シボイガンであった。8月3日、オシュコシュ 、ラシーン、シボイガンの3都市が最終候補として残り、グランドシュートとラクロスが排除されたことが発表された。12月19日、オシュコシュ市当局はチームのアリーナについて提案の場所として、フォックスバレープロバスケットボールグループが1月11日に市の計画委員会に入札を提出した。計画委員会は1月19日にそれを承認し、1月24日、バックスがオシュコシュを本拠地として選んだことを条件としてオシュコシュ市議会が承認した。
2017年2月7日、ミルウォーキービジネスジャーナルは、バックスがオシュコシュの入札を選択したことを報道し、チームは2月8日に公式発表を行った。 6月8日、ウィスコンシン・ハードというチーム名が、6月22日にロゴが発表された。2017年7月1日、デイヴ・ディーンが、チームのゼネラルマネージャーに命名され、コーチングスタッフは9月22日に発表された。

## 脚註
1. ↑  pgoran (2017年6月22日). “Wisconsin Herd Unveils New Visual Identity”. NBA Media Ventures, LLC 2017年6月22日閲覧. "Good Land Green, Cream City Cream and Great Lakes Blue are the Herd's color palette, which is utilized to further tie the team's identity to its parent club"
2. ↑  “Logos”. Wisconsin.GLeague.NBA.com.   NBA Media Ventures, LLC (2017年6月22日). 2017年6月22日閲覧。
3. ↑  “Wisconsin Herd Reproduction Guideline Sheet”.   NBA Properties, Inc. (2017年7月6日). 2017年7月14日閲覧。
4. ↑  Beck, Nate (2016年8月3日). “In D-League race, Grand Chute, La Crosse are out”. Oshkosh Northwestern 2017年7月6日閲覧。
5. ↑  Ronallo, Alex (2016年12月19日). “Oshkosh moves forward with Bucks D-League plans”. WLUK-TV 2017年7月6日閲覧。
6. ↑  “Oshkosh Common Council approves Bucks D-League arena plans”. WLUK-TV. (2017年1月24日) 2017年7月6日閲覧。
7. ↑  Kirchen, Rich (2017年2月7日). “Bucks select Oshkosh as home for new Development League team”. Milwaukee Business Journal 2017年7月6日閲覧。
8. ↑  “Milwaukee Bucks Purchase NBA Development League Team”. NBA Media Ventures, LLC. (2017年2月8日) 2017年7月6日閲覧。
9. ↑  Price, Kelly (2017年7月1日). “Bucks name Wisconsin Herd general manager”. WGBA-TV 2017年7月6日閲覧。
10. ↑  “Wisconsin Herd Finalizes Inaugural Coaching Staff”. NBA Media Ventures, LLC. (2017年9月22日) 2017年9月22日閲覧。